# Grorud

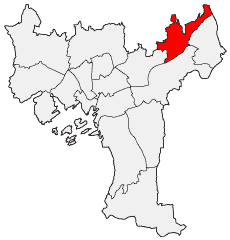
Lage von Grorud in Oslo

Grorud ist ein nordöstlicher Stadtteil der norwegischen Hauptstadt Oslo mit 27.707 Einwohnern (2020) und einer Größe von 7,04 km². Er umfasst die Stadtteilgebiete Ammerud, Grorud, Kalbakken, Rødtvet und Romsås. Der Stadtteil grenzt an Lillomarka und die Osloer Stadtteile Stovner, Alna und Bjerke, mit denen es das Groruddalen bildet.

## Wirtschaft
In Grorud befindet sich das Ausbesserungswerk NSB Verksted Nyland.

## Persönlichkeiten
- Trygve Halvdan Lie (1896–1968), Jurist, Politiker, erster Generalsekretär der Vereinten Nationen
- Ragnvald Martinsen (1906–1987), Radrennfahrer